# Residència

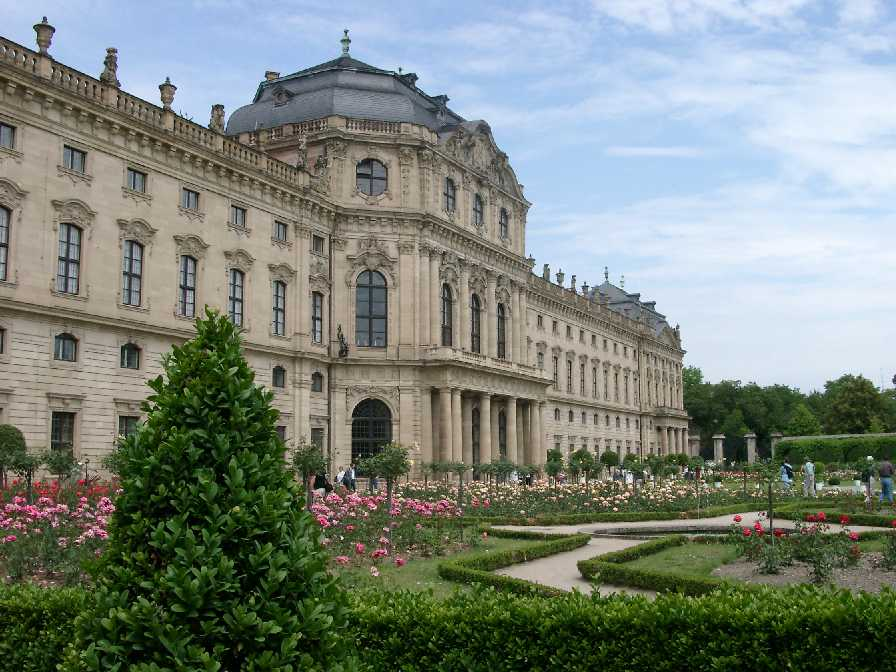
Residència a Alemanya.

Una residència és un establiment construït o utilitzat per acollir hostes de manera provisional mitjançant el lloguer d'una habitació. Arquitectònicament, una residència és habitualment una casa, una mansió o una casa de camp, però també pot ser un palau o un gran castell. Les habitacions són generalment moblades en l'estil que complementa el tipus d'arquitectura de l'edifici.
La residència pot més concretament referir a:
- Casa, un lloc de residència o refugi
  - Casa de grup, residència privada dissenyada per atendre nens o adults amb incapacitats cròniques. Típicament una casa acull menys de set residents atesos durant tot el dia.
  - Casa d'acollida, proporciona un tipus de cura residencial
- Allotjament
  - Una casa, edifici, o estructura que funcions com a hàbitat per éssers humans o altres criatures.
  - Allotjament residencial. Acull a persones que viatgen i estan lluny de casa i tenen diverses necessitats com dormir, estar segurs, refugiar-se de la pluja, suportar temperatures fredes, o guardar equipatge.
- Residència habitual, és un terme de llei civil que tracta l'estatus de refugiats
- Residència en llei familiar anglesa, és on haurien de viure els nens en cas de disputes
- Residència d'impost, serveix per determinar la ubicació d'algú per evitar impostos

Els Centres Residencials d'Educació Intensiva, també anomenats CREI, són un servei residencial d'acolliment que ofereix l'Administració de la Generalitat de Catalunya per a adolescents i joves (de 12 a 18 anys) que presenten alteracions de la conducta i requereixen una especialització tècnica alternativa en la seva cura i atenció. L'estada d'aquests nois/es en aquests centres és limitada. Tanmateix, es segueixen unes mesures estructurals de protecció per a la guarda i educació dels seus integrants, tutelats per la Generalitat.